# Jim Grimm
Jim Grimm (Basilea, 7 dicembre 1928 – Basilea, 29 ottobre 2006) è stato un compositore e musicologo svizzero.

## Biografia
Dopo un'infanzia travagliata —  svolge vari lavori per vivere e tenta una fuga negli Stati Uniti — fra il 1952 e il 1956 studia clarinetto a Neuchâtel e composizione a Ginevra, lavorando nel 1958 come orchestratore per Radio Basel. Entrato l'anno successivo nello Studio de Musique Contemporaine di Ginevra diretto da Jacques Guyonnet, vi compone alcuni pezzi per ensemble, quali Formules rythmique et sonores  (1958), diretto dallo stesso Guyonnet. Nel 1960 frequenta i Ferienkurse für Neue Musik di Darmstadt e vari suoi pezzi verranno eseguiti in prima assoluta negli anni seguenti: Analogies et Contrastes per pianoforte e orchestra da camera (1964), il ciclo Zeichen I-II-III per orchestra (1967). Nel 1969 segue un corso di direzione d'orchestra con Pierre Boulez a Basilea e pubblica un romanzo fantascientifico d'argomento parzialmente autobiografico dal titolo Der Mensch, der aus dem Kosmos kam (L'uomo venuto dal cosmo), lavorando in seguito come critico musicale: nel 1972 vedrà la luce una delle prime approfondite analisi inerenti all'aspetto formale della Seconda Sonata per pianoforte di Boulez.
È tuttavia a partire dagli anni Settanta che le iniziali posizioni post-weberniane di Grimm, prese le distanze dalla poetica bouleziana, si arricchiscono di elementi già presenti in nuce nelle strutture calligrafiche delle sue partiture: nel 1973 comporrà infatti Nedea/tà, una gigantesca partitura grafica senza destinazione d'organico — di 3 m di lunghezza per 70 cm d'altezza — che fa luce sugli interessi semiologici del musicista. A ciò s'aggiunge uno spiccato interesse per il teatro musicale sperimentale, che lo condurrà alla composizione di Eva/Aktion 1+0 (Eva Lola Frigida Narva) per trio d'archi, organo elettrico, nastro magnetico, speaker e danzatrici (1973).
Fra il 1979 e il 1983 porta a termine il ciclo compositivo Die Bewegungen der Zeit I-IV per varie combinazioni d'organico, mentre del 1984 è la partitura Musik für eine utopische Szene per orchestra, eseguita a Losanna — solo cinque anni più tardi, nel 1989  — in prima assoluta sotto la direzione di Heinz Holliger. Dal 1998 al 2006 (anno della sua scomparsa), lavorerà ai sei Kammerkonzerte. Oltre a un considerevole corpus di partiture, tutte inedite, per strumento solo, ensemble, orchestra ed elettronica, Grimm lascia anche un contributo critico e musicologico, rimasto parzialmente inedito, contenuto nel volume Texte, Artikel, Analysen, Diagramme (1973). Nel 1978 il suo pezzo ...opinion of! per soprano, flauto e pianoforte su testo di Virginia Woolf è stato pubblicato nell'antologia di musica contemporanea, composta da due LP, Intime Musik, a cura dell'Ensemble Neue Horizonte di Berna. Nel 2008, l'Ensemble Phoenix Basel ha inciso su CD il suo Kammerkonzert per 7 strumenti del 2003.

## Scritti
- Jim Grimm, Der Mensch, der auf dem Kosmos kam, Amburgo, Helmut Kossodo, 1969, ISBN non esistente.
- Jim Grimm, Texte, Artikel, Analysen und Diagramme, inedito, Band I, Basilea, 1961-1973, ISBN non esistente.